# Соковнины
Соковнины́ — русская фамилия, носители которой происходят от столбовых дворян, выслужившихся дворян, мещан и других сословий.
При подаче документов (1686) для внесения рода в Бархатную книгу, была предоставлена родословная роспись Соковниных.
Род внесён в VI часть родословных книг Московской, Ярославской, Симбирской, Тульской и Орловской губерний.

## Происхождение и история рода
Род Соковниных происходит от прибалтийских немцев Икскю́лей. Рижские епископские фогты Икскюли, происходящие от бременских министериалов Ба́рдевишей — один из древнейших остзейских родов Ливонии. К моменту составления графом Бобринским своего описания родов из Гербовника в 1890 г. сохранилась лишь ветвь шведских баронов Мейендорф-Икскюлей, поэтому они старались привязать своё происхождение к более древней линии Мейендорфов, с чем связан упор на эту линию и утверждения о происхождении Икскюлей от Мейендорфов: 
«Свидигер фон Мейендорф, епископ бамбергский, был римским папою под именем Климента II († 10 октября 1047). Даниил и Конрад фон Мейендорф, братья, переселились из Голштинии в Ливонию (1198). Из них Конрад получил от князя-епископа рижского в лен замок Икскюль, по имени которого и потомки стали писаться „фон-Мейендорф-Икскюль“ и только одна ветвь именовалась „Мейендорф“».
Как пишут В. В. Руммель с В. В. Голубцовым с своём «Родословном сбонике», по сказаниям старинных русских родословцев древний русский дворянский род (в отличие от позднейших одноимённых родов) происходит от «выехавшего к великому князю Иоанну Васильевичу из Пруссии Иоганна Икскеля, а по крещении названного Фёдором Ивановичем». Его сын Василий Фёдорович по прозванию Соковня́ был полковым воеводой во Пскове (1553), дети его писались Соковниными.
По более достоверным данным ливонских источников, в Москву из Ливонии (точнее, из имения Фиккеля Эзель-Викского епископства), а не из Пруссии, переехал не Иоганн Икскель, а Георг Икскюль (нем. Jürgen Üxküll), советник епископа Магнуса, причём указывается, что через примерно 10 лет после вступления в брак Георг был взят в плен со своей женой (в 1575 г., то есть уже после перехода его сына на службу в Москву, если Василий Фёдорович из русских родословцев вообще приходился ему сыном, так как по годам рождения они получаются почти сверстниками) и окончил жизнь в Москве (около 1585 г.). Один из двоюродных братьев Георга гофмаршал Иоганн Икскюль также был советником епископа Магнуса, но он не переезжал в Москву и занимал должность ландрата в 1579 г.

### Представители рода
- Прокофий Фёдорович Соковнин († 1662) — правнук Василия Фёдоровича, был окольничим и носил титул «наместника» калужского. Жил на Посольской улице в Китае-городе, был прихожанином Никольской церкви «Красный звон», двор Соковниных находился на месте будущего Шуйского подворья.
  - Алексей Прокофьевич Соковнин — окольничий, казнён за намерение убить Петра I (1697).
  - Фёдор Прокофьевич Соковнин († 1697) — боярин, за преступление брата был сослан на засечную черту, но без лишения звания дворянина.
  - Сёстры их княгиня Евдокия Урусова и боярыня Феодосия Морозова прославились в истории раскола.
    - Василий, Фёдор и Пётр Алексеевичи по указу (20 марта 1697) за преступление отца, лишены звания дворянин, сосланы с жёнами и детьми в Белгород и записаны на службу с воспрещением отлучки. Позднее Пётр Алексеевич дослужился до должности архангелогородского губернатора, но отказался от неё, вернулся в Москву и получил назад некоторое имущество отца, отчасти благодаря заступничеству Александра Меншикова (которого облагодетельствовал когда-то Алексей Соковнин), отчасти благодаря женитьбе на Дарье Алексеевне Новосильцевой — племяннице фаворитки Петра I Марии Строгановой.
      - Пётр, Михаил и Фёдор Васильевичи по указу (20 марта 1697) сосланы с родителями в Белгород с лишением звания дворян и запрещением отлучки.
      - Фёдор, Пётр, Прокофий и Никита Фёдоровичи по указу (20 марта 1697), за умысел дяди их на цареубийство, сосланы в Севск, без лишения звания дворян[3].
      - Сергей Петрович Соковнин (1747—1818) — внук Алексея Прокофьевича, литератор, библиофил, чиновник особых поручений при ярославском губернаторе А. П. Мельгунове, автор «Опыта исторического словаря о всех в истинной православной греко-российской вере святою непорочною жизнию прославившихся святых мужах»[6] (1784). По материнской линии — правнук дворянина московского Фёдора Тимофеевича Братцева. Похоронен на погосте Веденском на Ляму (Кашин. у. Твер. губ.).
        - Никита Фёдорович Соковнин († 1770) — генерал-аншеф, пострадал по делу Волынского (1740), за что получил чин генерал-майора (1741).
- Михаил Алексеевич Соковнин (1863—1943) — русский и советский военачальник, консул в Гирине (1907), сменил Брусилова, Каледина и Корнилова на посту командующего 8-й армией Румынского фронта (1917), начальник штаба Наркомата по военным делам Украины (с 1918), главный инспектор Военно-морской инспекции при РВСР, помощник начальника Всероглавштаба.

- Соковнин, Николай Михайлович (1811—1894) — вице-адмирал.
  - Соковнин, Алексей Николаевич (1851—1907) — николаевский городской голова, член Государственного совета.

## Другие роды
Существовал ещё один дворянский род Соковниных совершенно другого происхождения: от Гавриила Андреевича Соковнина, лекаря, городового врача в городе Покрове Владимирской губернии, статского советника и кавалера ордена св. Владимира IV ст. (с 1875).

## Известные представители
- Соковнин Фёдор Тимофеевич — послан с ратными людьми к воеводе князю Одоевскому, отправленному против Заруцкого (1613), воевода в Осколе (1615—1616).
- Соковнин Прокофий Фёдорович — московский дворянин (1627—1640), воевода на Мезени (1625—1626), в Енисейске (1635), посланник в Крым (1631), наместник калужский (1652), окольничий (1658).
- Соковнин Григорий Фёдорович — лихвинский городовой дворянин (1627—1629).
- Соковнин Степан Семёнович — карачевский городовой дворянин (1627—1629).
- Соковнин Сунгур Семёнович — воевода Дорогобуже (1632—1634), в Яранске (до 1640).
- Соковнин Леонтий Матвеевич — московский дворянин (1636—1658).
- Соковнин Михаил Иванович — стольник (1640—1658).
- Соковнин Адалей (Одолей) Степанович — воевода в Кромах (1648—1650), московский дворянин (1658—1676).
- Соковнин Иван Фёдорович — московский дворянин (1627—1658), воевода на Вятке (1650).
- Соковнин Алексей Прокофьевич — стольник (1658—1676), окольничий (1682—1692).
- Соковнин Алексей — стольник, воевода в Острогожске (1673).
- Соковнин Василий Степанович Пров — за войну с Турцией и Крымом (1673) и за Троицкий поход пожалован поместьем.
- Соковнин Фёдор Прокофьевич — стольник (1658), думный дворянин (1668—1676), воевода в Чугуеве (1675), окольничий (1677), боярин (1682—1692).
- Соковнин Василий Алексеевич — стряпчий (1676), комнатный стольник (1676—1692), воевода в Ярославле (1692—1694), в Пошехоне (1694).
- Соковнины: Фёдор, Пётр и Михаил Васильевичи — стольники царицы Евдокии Фёдоровны (1692).
- Соковнины: Осип Степанович, Василий Андреевич, Василий Степанович — московские дворяне (1658—1692).
- Соковнины: Фёдор и Пётр Фёдоровичи, Дмитрий Осипович, Иван Васильевич, Гавриил Иванович, Афанасий Степанович. Александр Григорьевич — стольники (1661—1692).
- Соковнин — полковник, лишился ноги, взят в плен французами (1812), освобождён князем Голицыным.[7][3][8].

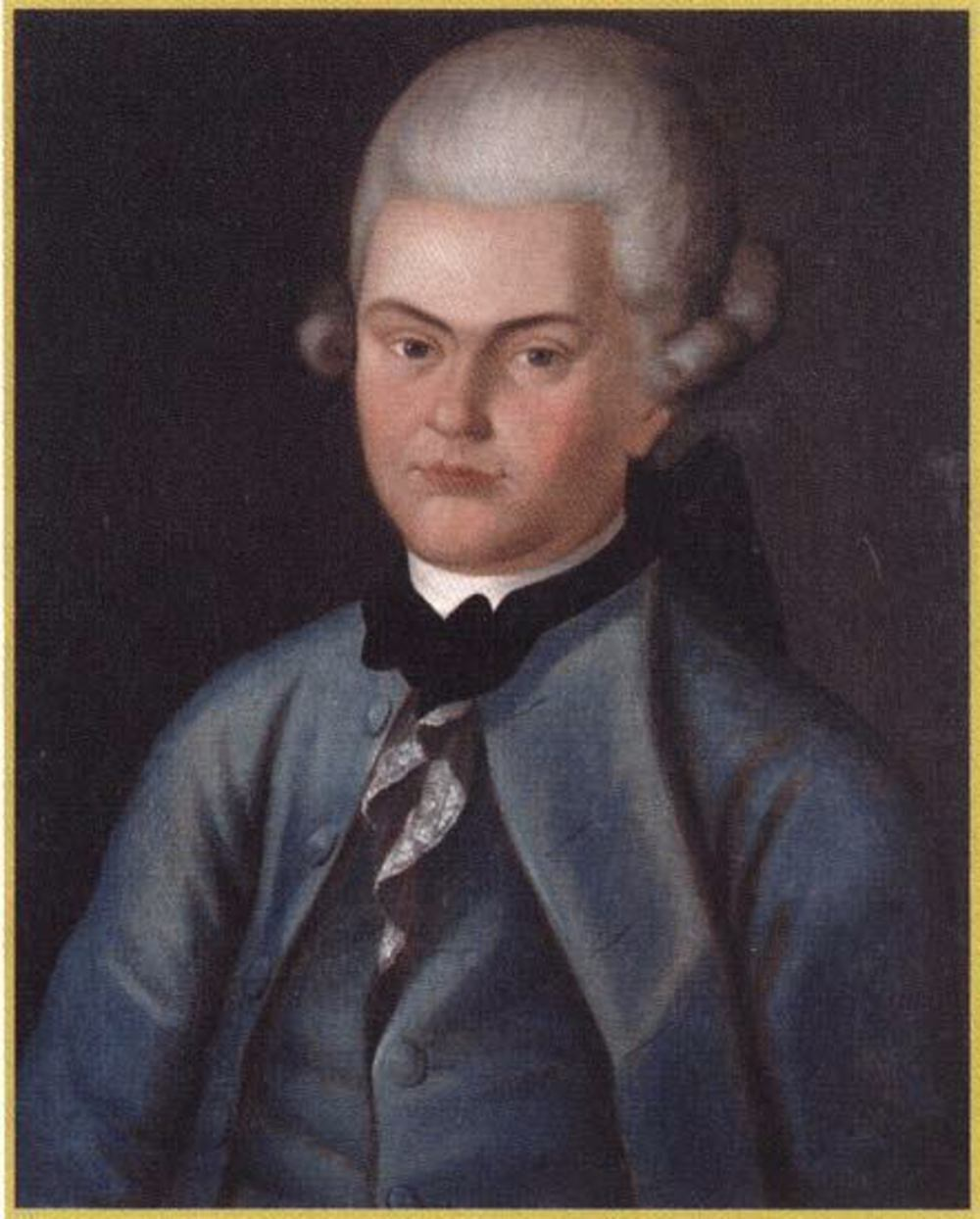
Портрет Сергея Петровича Соковнина, ок. 1777 г. Рыбинский историко-архитектурный музей.
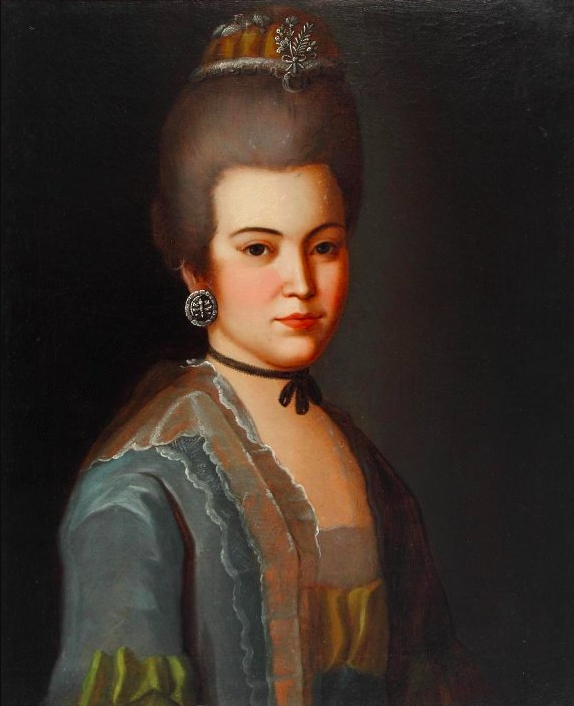
Портрет Татьяны Григорьевны Соковниной, Неизвестный художник, 1770-1780 гг. Рыбинский историко-архитектурный музей.
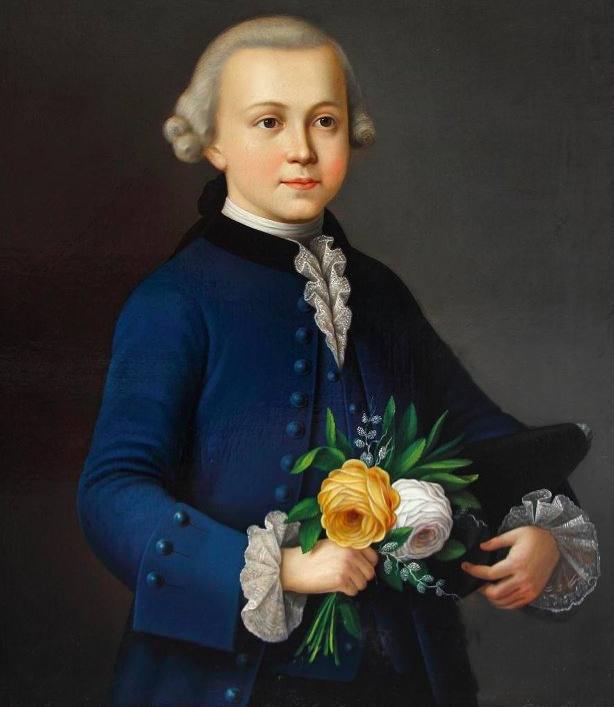
Портрет Петра Алексеевича Соковнина, Неизвестный художник, нач. XIX в. Рыбинский историко-архитектурный музей.